# Zoom (ruisseau)
Pour les articles homonymes, voir Zoom (homonymie).
Le Zoom est un ruisseau de Belgique et des Pays-Bas.

## Géographie
La source du Zoom est située dans la province d'Anvers en Belgique dans la partie septentrionale des landes de Kalmthout. En Belgique, la rivière porte d'abord le nom d'Oude Moervaart, puis de Spillebeek quand elle passe à l'ouest d'Essen.
Lors de son passage à la frontière belgo-néerlandaise, la rivière prend le nom de "Zoom". Elle passe à Wouwse Plantage et à Berg-op-Zoom. À l'origine affluent de l'Escaut oriental, de nos jours elle se jette dans le Theodorushaven, le port de Berg-op-Zoom.
Ses affluents sont essentiellement des ruisseaux, dont la Zeepe et le Bleekloop.
Le Zoom a donné son nom au déterminant de Berg-op-Zoom (Bergen-op-Zoom).
Anciennement, il a porté le nom de Zon en français.